# Musetta Vander
Pour les articles homonymes, voir Vander.
Musetta Vander, née Musetta van der Merwe le 26 mai 1963 à Durban, est une actrice sud-africaine.

## Biographie
Pendant sa jeunesse, elle fait des études en communication et psychologie, obtenant un BA, et pratique la danse. Après ses études, elle devient présentatrice d'une émission musicale en Afrique du Sud. En 1988, elle se marie avec le réalisateur américain Jeff Celentano et part faire carrière aux États-Unis. Elle apparaît d'abord comme danseuse dans des clips musicaux de Rod Stewart, Tina Turner, Elton John et Chris Isaak avant d'obtenir son premier rôle important dans la série télévisée Super Force en 1991. Depuis, elle est surtout apparue dans des films et des séries télévisées de science-fiction et fantastique, notamment Highlander, Buffy contre les vampires, Babylon 5, Star Trek : Voyager et Stargate SG-1. Parmi ses rôles principaux au cinéma, elle joue l'assistante du Dr Loveless dans Wild Wild West (1999), une sirène dans O'Brother (2000), la mère du jeune Edward dans The Cell (2000) et l'épouse du personnage interprété par Robert Duvall dans Match en famille  (2005).

## Filmographie

### Cinéma
- 1986 : Dada en die Flower : Une danseuse
- 1987 : Kick or Die : Giselle
- 1988 : It's Murphy's Fault : La secrétaire de Brant
- 1989 : The Revenger : Marissa
- 1989 : The Endangered : Christine Pickering
- 1989 : Crime of Crimes : Maria Cutler
- 1993 : Monolithe : Katya
- 1994 : Oblivion : Lash
- 1995 : Project Metalbeast : Debbie
- 1995 : Under the Hula Moon : Maya Gundinger
- 1995 : The Secret Force : L'infirmière
- 1995 : Shadowchaser 3 : Rea
- 1996 : Oblivion 2: Backlash : Lash
- 1996 : Lord Protector : Beryl
- 1997 : Mortal Kombat : Destruction finale : Sindel
- 1997 : American Hero : Gipsy
- 1998 : Gunshy : Grace
- 1999 : Wild Wild West : Munitia
- 1999 : Molly : Maxine
- 2000 : O'Brother : La sirène
- 2000 : The Cell : Ella Baines
- 2005 : What's Up, Scarlet? : Sabrina Fisser
- 2005 : Match en famille : Janice Weston
- 2005 : Forbidden Warrior : Reza
- 2006 : Minkey, le roi des espions : Dr Amour
- 2006 : Monster Night : Morticia
- 2007 : Say It in Russian : Natalia
- 2009 : Transylmania : Teodora Van Sloan
- 2009 : Breaking Point : Celia Hernandez
- 2010 : Johnny : Julia Carter
- 2012 : Scary : Angela Hausman
- 2013 : 5 Hour Friends : Candy
- 2015 : The Better Half : Susan
- 2016 : $elfie Shootout : Agent Zoey Miller
- 2016 : Spreading Darkness : Harriet Skelp

### Télévision
- 1991-1992 : Super Force (7 épisodes) : Zander Tyler
- 1994 : Arabesque (saison 10, épisode 17) : Shirin Hourani
- 1996 : Diagnostic : Meurtre (saison 3, épisode 16) : Carrie
- 1996 : Viper (saison 1, épisode 2) : Natalya Marakova
- 1997 : Highlander (saison 5, épisode 10 Opération Walkyrie) : Ingrid Henning
- 1997 : Buffy contre les vampires (saison 1, épisode 4 Le Chouchou du prof) : Natalie French
- 1997 : Babylon 5 (saison 4, épisode 19) : Felicia
- 1998 : The Sentinel (saison 3, épisode 18) : Lila
- 1998 : Spécial OPS Force (saison 1, épisode 20) : Kasima Fada
- 1999 : Star Trek : Voyager (saison 5, épisode 17) :  Derran Tal
- 2000 : Xena, la guerrière (saison 5, épisode 14) : Ilainus
- 2000 : Secret Agent Man (3 épisodes) : Prima
- 2000 et 2003 : Stargate SG-1 (saison 4, épisode 4 et saison 6, épisode 19) : Shan'auc / Shauna
- 2001 : V.I.P. (saison 3, épisode 22) : Alex Quaid
- 2003 : Spy Girls (saison 1, épisode 18) : Dr Weiland
- 2003 : Frasier (saison 11, épisode 11) : Natalie Blanc
- 2005 : Mosquitoman (téléfilm) : Dr Jennifer Allen
- 2007 : Planet Raptor (téléfilm) : Sgt. Jacqueline 'Jack' Moore
- 2010 : NCIS : Enquêtes spéciales (saison 8, épisode 7) : Julie Merriweather
- 2016 : Criminal Minds: Beyond Borders (saison 1, épisode 10) : Miriam Nell

### Jeux vidéo
- 1998 : Dune 2000 : Lady Elara, la sœur du Bene Gesserit (VF : Brigitte Berges)